# Vrhpolje (Sanski Most, BiH)
Vrhpolje je naseljeno mjesto u općini Sanski Most, Federacija Bosne i Hercegovine, BiH.

## Zemljopis
Vrhpolje je smješteno na obalama dvije rijeke, s desne mu je strane rijeka Sana, a s lijeve Sanica. Sanica se ulijeva u Sanu u Sastavcima (Vrhpoljsko polje). Vrpoljsko polje se prostire duž rijeke Sane od Donjeg Kamička pa do Sastavaka. Prije rata 1992. polja su bila obrađivana, naizmjenično se je sijala pšenica i kukuruz, jeseni je služilo za pašu. Vrhpolje je opkoljeno selima: s istoka Ilidža i Kozica; sa sjevera Tomina i Kljevci. Tijekom 1992. potpuno su ga spalile i porušile srpske paravojne postrojbe. Cijelom zapadnom stranom proteže se selo Hrustovo dok na južnoj strani selo graniči sa selima Gornji i Donji Kamičak. Na jugoistoku sela uzdiše se brdo Stražbanica dok je na zapadnoj strani Galaja. Poslije rata potpuno je obnovljeno. U selu je sagrađena osnovna škola i mjesna ambulanta.

## Stanovništvo

### Popisi 1971. – 1991.
| Vrhpolje           |                |                |                |
| godina popisa      | 1991.          | 1981.          | 1971.          |
| Bošnjaci           | 1.810 (98,36%) | 1.905 (99,73%) | 1.447 (99,10%) |
| Srbi               | 0              | 2 (0,10%)      | 0              |
| Hrvati             | 0              | 0              | 5 (0,34%)      |
| Jugoslaveni        | 0              | 1 (0,05%)      | 1 (0,06%)      |
| ostali i nepoznato | 30 (1,63%)     | 2 (0,10%)      | 7 (0,47%)      |
| ukupno             | 1.840          | 1.910          | 1.460          |

### Popis 2013.
| Vrhpolje           |                |
| godina popisa      | 2013.          |
| Bošnjaci           | 2.027 (99,61%) |
| Hrvati             | 0              |
| Srbi               | 0              |
| ostali i nepoznato | 8 (0,39%)      |
| ukupno             | 2.035          |